# (3815) König
(3815) König est un astéroïde de la ceinture principale.

## Description
(3815) König est un astéroïde de la ceinture principale. Il fut découvert le 15 avril 1959 à Heidelberg par Arthur König, Gerhard Jackisch et Wolfgang Wenzel. Il présente une orbite caractérisée par un demi-grand axe de 2,57 UA, une excentricité de 0,11 et une inclinaison de 8,6° par rapport à l'écliptique.

## Compléments